# Tecoloxtitla
Tecoloxtitla är en ort i Mexiko.   Den ligger i kommunen Milpa Alta och delstaten Distrito Federal, i den sydöstra delen av landet, 30 km söder om huvudstaden Mexico City. Tecoloxtitla ligger 2 531 meter över havet och antalet invånare är 159.
Terrängen runt Tecoloxtitla är huvudsakligen kuperad, men åt nordost är den platt. Terrängen runt Tecoloxtitla sluttar norrut. Runt Tecoloxtitla är det tätbefolkat, med 411 invånare per kvadratkilometer. Närmaste större samhälle är Xochimilco, 12,9 km nordväst om Tecoloxtitla. Trakten runt Tecoloxtitla består till största delen av jordbruksmark.